# Shō Aikawa

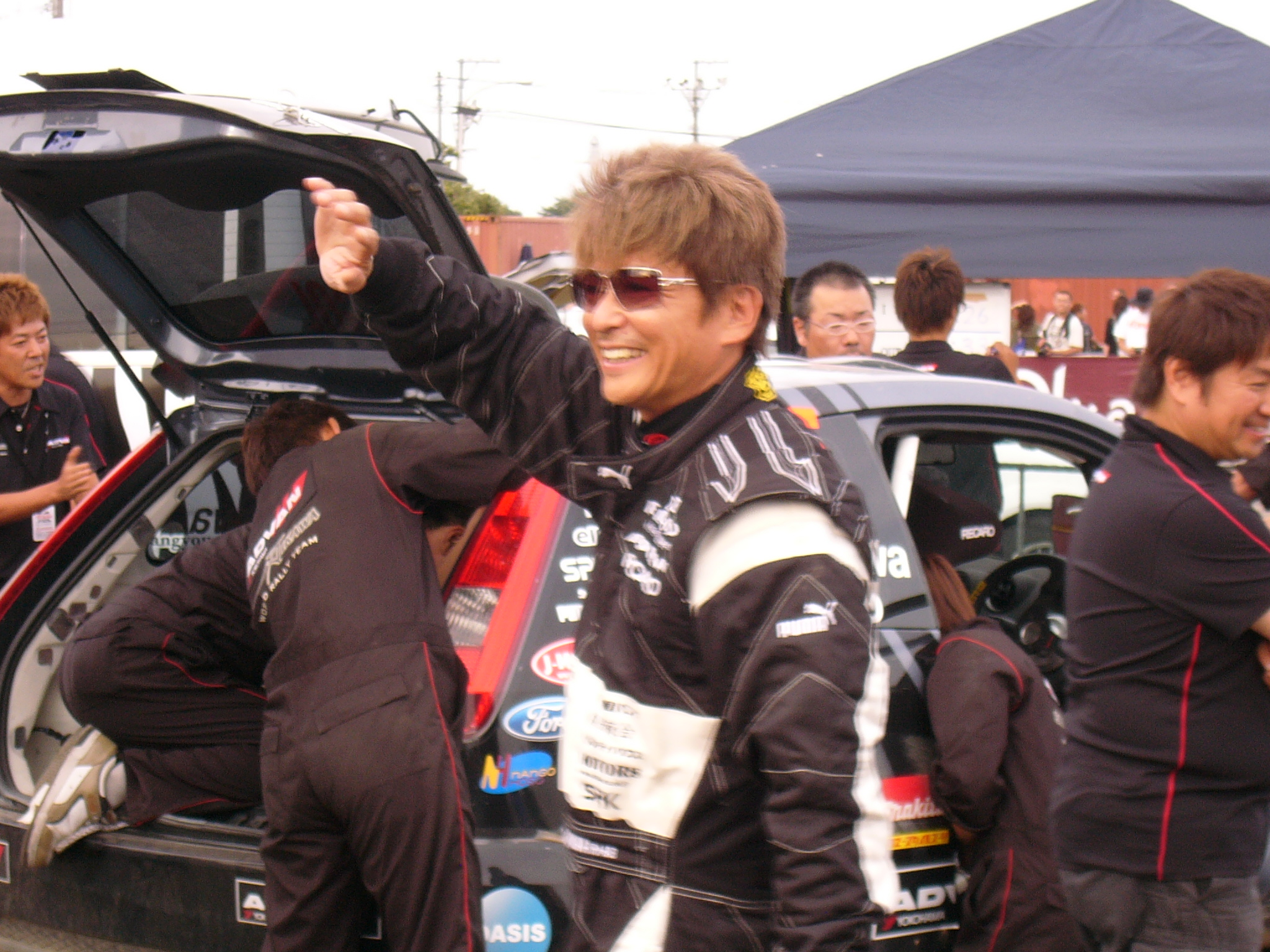

Shō Aikawa (jap. 哀川 翔, Aikawa Shō; * 24. Mai 1961 in der Präfektur Tokushima, beheimatet in Kagoshima) ist ein japanischer Schauspieler. Daneben arbeitet er auch als Regisseur, Produzent, Sänger und Autor.
Aikawa avancierte in den 1990er Jahren zu einem bekannten Schauspieler in Japan. Er wurde vor allem für seine Darstellung als Krimineller in Yakuzafilmen bekannt. Daneben wirkte er von 1995 bis 1998 in fast allen Filmproduktionen des Regisseurs Kiyoshi Kurosawa mit.

## Filmografie (Auswahl)
- 1989: Orugoru
- 1990: Gokudo no onna-tachi: Saigo no tatakai
- 1994: Nightlife in Tokyo
- 1997: Der Aal (うなぎ, Unagi)
- 1997: Onibi – Feuerkreis (Onibi)
- 1997: Rainy Dog (Gokudō kuroshakai)
- 1998: Als Mensch zugelassen (Ningen gokaku)
- 1998: Eyes of the Spider (Kumo no hitomi)
- 1998: Blood – Blutige Geschäfte (Blood)
- 1999: Dead or Alive (DEAD OR ALIVE 犯罪者, Dead or Alive: Hanzaisha)
- 1999: Ley Lines (Nihon kuroshakai)
- 2000: Seance – Das Grauen (Kōrei)
- 2000: Dead or Alive 2 (DEAD OR ALIVE 2 逃亡者, Dead or Alive 2: Tōbōsha)
- 2002: Dead or Alive: Final
- 2002: Muscle Heat (Masuuruhiito)
- 2003: Gozu (極道恐怖大劇場 牛頭 ＧＯＺＵ, Gokudō kyōfu dai-gekijō: Gozu)
- 2004: Zebraman
- 2005: Tokyo Zombie (Tōkyō zonbi)
- 2007: Like a Dragon

## Auszeichnungen
Japanese Professional Movie Awards
- 1999: Auszeichnung in der Kategorie Bester Hauptdarsteller für Eyes of the Spider

Japanese Academy Awards
- 2005: Nominierung in der Kategorie Bester Hauptdarsteller für Zebraman